# Хауттёйн, Мартен
Мартен Хауттёйн (нидерл. Maarten Houttuyn; 1720—1798) — голландский врач, ботаник и зоолог.

## Биография
Сын издателя Франса Хауттёйна. Он изучал медицину в Лейденском университете и в 1749 году получил там учёную степень кандидата наук за работу «Dissertatio Spasmologica, Spasmorum Theoriam exhibens». В Хорне в течение некоторого времени он работал практикующим врачом, пока не переехал в Амстердам.
С 1761 по 1785 годы он опубликовал 37-томное сочинение «Natuurlijke Historie of uitvoerige Beschrÿving der Dieren, Planten en Mineraalen, volgens het Samenstel van der Heer Linnaeus», имевшее 8600 страниц и 125 гравюр на меди. Произведение базировалось на труде Карла Линнея «Systema Naturae» и повлияло на ряд похожих сочинений. В конце марта 1789 года Хауттёйн продал свои коллекции естественной природы.
Монотипный род растений семейства савруровые (Saururaceae) — Houttuynia Thunb. — назван в честь учёного.

## Труды
- Natuurlijke Historie of uitvoerige Beschrÿving der Dieren, Planten en Mineraalen, volgens het Samenstel van der Heer Linnaeus. 37 Bände, Amsterdam 1761—1785.
  - Deel 1, Stuk 1–18: Dieren. 1761—1773, 143 Abbildungen.
  - Deel 2, Stuk 1–14: Planten. 1773—1783, 105 Abbildungen.
  - Deel 3, Stuk 1–5: Mineralen. 1780—1785, 48 Abbildungen.